# Ermida de São Pedro (Fenais da Luz)
A Ermida de São Pedro (Fenais da Luz) é um templo cristão português localizado na freguesia dos Fenais da Luz, concelho de Ponta Delgada, ilha açoriana de São Miguel.
Esta ermida situa-se em propriedades particular da família Jácome Correia e representava um dos marcos que extremava a os limites do seu latifúndio, pelo sul e pelo norte, encontrando-se ali numa atitude protectora.
A ermida de São Pedro foi construída sobre um ciclópico do rochedo de basalto que contribuiu para o seu marcar de posição. A construção ocorreu no século XVI, sendo, o conjunto assente por quatro paredes seculares que guardam uma antiga imagem São Pedro.
A imagem que é possível observa nesta ermida verifica-se pelos seus trajes, atitude e estilo que não é uma escultura do século XVI e, que por consequência não será a que Beatriz Raposo mandou adquirir no seu testamento feito em 1532.
A ermida foi local de culto, e correndo o ano de 1754 foi autorizada a celebração da missa, após uma visita canónica que fez àquele templo o vigário da localidade em representação do Bispo de Angra.